# 14424 Laval
A 14424 Laval (korábbi nevén 1991 SR3) a Naprendszer kisbolygóövében található aszteroida. A Spacewatch program keretein belül fedezték fel 1991. szeptember 30-án.
A bolygót a Québec városában található (François de Laval, Új-Franciaország első püspöke által alapított) francia nyelvű felsőoktatási intézményről, az Université Lavalról nevezték el.

## Kapcsolódó szócikk
- Kisbolygók listája (14001–14500)